# Jolanta Sawicka
Jolanta Sawicka z domu Kumięga (ur. 30 października 1967 w Przemyślu) – polska urzędniczka i prawniczka, w latach 2020–2023 wicewojewoda podkarpacki.

## Życiorys
Ukończyła studia prawnicze na Uniwersytecie Warszawskim, a także podyplomowe w zakresie prawa pracy na Uniwersytecie Jagiellońskim. W latach 2003–2015 pozostawała sekretarzem zespołu ds. orzekania o niepełnosprawności w Miejskim Ośrodku Pomocy Społecznej w Przemyślu. Kandydowała bez powodzenia na radną Przemyśla z listy Prawa i Sprawiedliwości w 2006 i 2014. Od 2015 do 2016 była zastępcą naczelnika wydziału w Urzędzie Miejskim w Przemyślu, od 2016 do 2019 pełniła funkcję dyrektora Oddziału Regionalnego Kasy Rolniczego Ubezpieczenia Społecznego w Rzeszowie.
31 stycznia 2020 została powołana na stanowisko wicewojewody podkarpackiego. W grudniu 2023 zakończyła pełnienie funkcji wicewojewody. W 2024 uzyskała mandat radnej Przemyśla, została wiceprzewodniczącą rady. W tym samym roku wystartowała w wyborach do Parlamentu Europejskiego. Również w 2024 zrezygnowała z członkostwa w Prawie i Sprawiedliwości po tym, jak została zatrzymana na jeździe samochodem pod wpływem alkoholu.